# Russula claroflava
Russula claroflava é um fungo que pertence ao gênero de cogumelos Russula na ordem Russulales. Foi descrito cientificamente por Grove em 1888.